# Aleksandr Valeryevich Khalifman
Alexander Valeryevich Khalifman (tiếng Nga: Александр Валерьевич Халифман; sinh 18 tháng 1 năm 1966 tại Leningrad) là một đại kiện tướng cờ vua người Liên Xô và Nga gốc Do Thái. Ông là cựu vô địch cờ vua thế giới của FIDE.

## Tiểu sử và sự nghiệp
Khi mới lên 6 tuổi, Khalifman đã được cha mình dạy cờ. Ông đạt được danh hiệu đại kiện tướng vào năm 1990, trước khi giành chức vô địch giải cờ vua New York mở rộng cùng năm, vượt qua một loạt đối thủ mạnh.
Thành tích lớn nhất Khalifman đạt được trong sự nghiệp là giành chức vô địch thế giới của FIDE năm 1999. Vào lúc đó ông xếp hạng 44 trên thế giới , có sự chênh lệch khi so sánh với nhà vô địch thế giới "truyền thống" Garry Kasparov có Elo xếp thứ nhất. Khalifman phát biểu sau giải đấu: "Hệ thống Elo hoạt động tốt với các kì thủ chỉ tham gia vào các giải mời thi đấu vòng tròn. Tôi cho rằng phần lớn các kì thủ đó đều được đánh giá quá khả năng. Các nhà tổ chức mời một số kì thủ năm này qua năm khác bởi họ duy trì được hệ số Elo và xếp hạng của họ vẫn giữ ở mức cao"  khi trả lời về việc ông không thường xuyên được mời ở những giải đấu lớn. Có lẽ do phát biểu đó, Khalifman được mời tham dự giải Linares vào năm sau và đạt thành tích tốt (tuy xếp dưới Kasparov ở giải này) .
Ngoài chức vô địch thế giới, ông còn giành được những chức vô địch danh giá khác như vô địch Nga 1996, thành viên vô địch đồng đội thế giới 1997, Olympiad 2000. Khalifman đang giữ kỉ lục có chuỗi trận không thua tại giải cờ vua Aeroflot với 99 ván bất bại qua 11 giải đấu từ 2004 đến 2016.
Khalifman cùng với huấn luyện viên của mình Genadi Nesis mở một học viện cờ vua ở Sankt-Peterburg, lấy tên "Trường học cờ vua đại kiện tướng". Phương châm của trường là: "cờ vua = trí tuệ + tính cách".

## Các danh hiệu đạt được

### Cá nhân
- Vô địch thế giới FIDE: 1999
- Vô địch Nga: 1996
- Vô địch trẻ Liên Xô: 1982 [9], 1984[10]
- Moskva: 1985, 1987
- Groningen: 1990
- New York: 1990
- Ter Apel: 1993
- Eupen mở rộng: 1994
- Sankt-Peterburg mở rộng: 1995
- Đại kiện tướng Sankt-Peterburg: 1997
- Aarhus: 1997
- Bad Wiessee: 1998
- Hoogenveen: 2000

### Đồng đội
- Vô địch đồng đội thế giới (Luzern): 1997
- Vô địch Olympiad 2000

## Một số ván đấu nổi tiếng
- Bogdan Lalic thua Alexander Khalifman, giải Anibal mở rộng 1997, Gambit Benko: chấp nhận, biến thể Dlugy (A57)
- Alexander Khalifman thắng Liviu Dieter Nisipeanu, giải vô địch thế giới 1999, khai cuộc Catalan: biến thể đóng (E01)
- Alexander Khalifman thắng Evgeny Bareev, Corus 2002, phòng thủ Pháp: biến thể Rubinstein, phòng thủ Blackburne (C10)